# Romualds Ancāns
Romualds Ancāns, též jako Romualds Ancans, Romuald Antsans nebo Romualds Anzans, (1. dubna 1944 Stari, Lotyšská SSR – 15. září 2011 Riga) byl lotyšský herec, který vytvořil řadu filmových rolích v lotyšských, resp. sovětských filmech.

## Kariéra
Po absolvování lotyšské Státní divadelní konzervatoře účinkoval od roku 1973 v několika lotyšských divadlech (především v Dailes teātris: profesionální divadlo v hlavním městě Rize) a vytvořil role ve více než 50 filmech, včetně Šípy Robina Hooda, Nedokončená večere, Ivanhoe: Balada o statečném rytíři, Boj o Moskvu nebo Mlýny osudu. Jeho posledním filmem byl „Rūdolfa mantojums“ z roku 2010. V roce 2012 (již po smrti) za tento film získal Lotyšskou filmovou cenu za nejlepší herecký výkon v hlavní roli. Zemřel 15. září 2011 na následky hepatitidy.

## Výběrová filmografie
- Šípy Robina Hooda (1976): je sovětský historický dobrudružný film (režie Sergej Tarasov), premiéru v Československu měl v roce 1977.[4],[5]
- Nedokončená večeře (1979): lotyšský (Nepabeigtās vakariņas), resp. sovětský film (Nezakončennyj užin) vyrobený ve filmových studiích v Rize, v anglické verzi Unfinished Supper, který režíroval Jānis Streičs. Romualds Ancāns zde ztvárnil hlavní roli Martina Becka, podle románové předlohy Policie pomo pije švédské autorské dvojice Maj Sjöwallová – Per Wahlöö.[6][7][8]
- Přípravě k bitvě (1982): sovětský válečný film.
- Ivanhoe: Balada o statečném rytíři (1983): je sovětský historický dobrudružný film (režie Sergej Tarasov), premiéru v Československu měl v roce 1984. Romualds Ancāns ve filmu vytvořil postavu Richarda I. Lví srdce.[9]
- Boj o Moskvu (1985): je mimořádně rozsáhlý (358 minut) dvoudílný (de facto čtyřdílný) československo-sovětský válečný film (na natáčení se podílely i NDR a Maďarsko), režie Jurij Ozerov. Jedním z pomocných režisérů byl Otakar Fuka, jenž řídil také český dabing. Film se zčásti natáčel ve zbytcích starého Mostu. Romualds Ancāns ztvárnil roli majora Gavrilova (ve filmu je zobrazen také tuhý odpor obránců Brestské pevnosti, kterým velel).[10][11]
- Tragédie století (1993): devitidílný dokumentární seriál v koprodukci Rusko, Francie, režie Jurij Ozerov s využitím materiálu dřívějších hraných filmů tohoto režiséra. Romualds Ancāns opět v roli majora Gavrilova.[12][13]
- Mlýny osudu (1997): melodrama s prvky černé komedie a velmi výraznou hudbou, režie Jānis Streičs.[14]
- Rūdolfa mantojums (2010): režie Jānis Streičs, za roli v tomto filmu Romualds Ancāns posmrtně získal Lotyšskou filmovou cenu.[2]